# South Cadbury
South Cadbury är en ort i civil parish South Cadbury and Sutton Montis, i enhetskommunen Somerset, Storbritannien.   Den ligger i grevskapet Somerset och riksdelen England, i den södra delen av landet, 180 km väster om huvudstaden London. South Cadbury ligger 79 meter över havet och antalet invånare är 284. Civil parish hade 146 invånare år 1931. Byn nämndes i Domedagsboken (Domesday Book) år 1086, och kallades då Sudcadeberie/Sutcadaberia/Sutcadeberia.
Terrängen runt South Cadbury är platt, och sluttar västerut. Runt South Cadbury är det ganska tätbefolkat, med 100 invånare per kvadratkilometer. Närmaste större samhälle är Yeovil, 12,2 km sydväst om South Cadbury. Omgivningarna runt South Cadbury är en mosaik av jordbruksmark och naturlig växtlighet.